# باناجيوتيس كافكيس
باناجيوتيس كافكيس (باليونانية: Παναγιώτης Καυκής)‏ مواليد 8 مايو 1980 في أثينا، هو لاعب كرة سلة يوناني. بدأ مسيرته الاحترافية في سنة 1998. يحمل الرقم 5. يبلغ طوله 6 قدم 5.75 بوصة (2.0 م).

## المسيرة الاحترافية
لعب مع نادي ماكدونيكوس لكرة السلة من سنة 2003 إلى 2005، ثم لعب مع نادي بانيونيس لكرة السلة في موسم 2006–2007، ثم لعب مع نادي أولمبياكوس لكرة السلة في موسم 2007–2008.

## روابط خارجية
- باناجيوتيس كافكيس على موقع الدوري الأوروبي لكرة السلة (الإنجليزية)
- باناجيوتيس كافكيس على موقع كرة السلة الأوروبية.كوم (الإنجليزية)
- باناجيوتيس كافكيس على موقع ريلجم (الإنجليزية)
- باناجيوتيس كافكيس على موقع بروبوليرز (الإنجليزية)
- باناجيوتيس كافكيس على موقع سبورتس رفرنس (الإنجليزية)